# 米爾伍德 (紐約州)
米爾伍德（英語：Millwood）是位於美國紐約州西徹斯特縣的普查規定居民點。

## 人口
根據2020年美國人口普查的數據，米爾伍德的面積為1.57平方千米，當中陸地面積為1.56平方千米，而水域面積為0.01平方千米。當地共有人口1081人，而人口密度為每平方千米688.54人。